# Madeleine Mourgues
Pour les articles homonymes, voir Mourgues.
Madeleine Mourgues, née Madeleine Mourguès le 22 septembre 1906 à Albas et morte le 2 août 2000 à Cahors, est une femme française élue Miss France 1929.

## Biographie

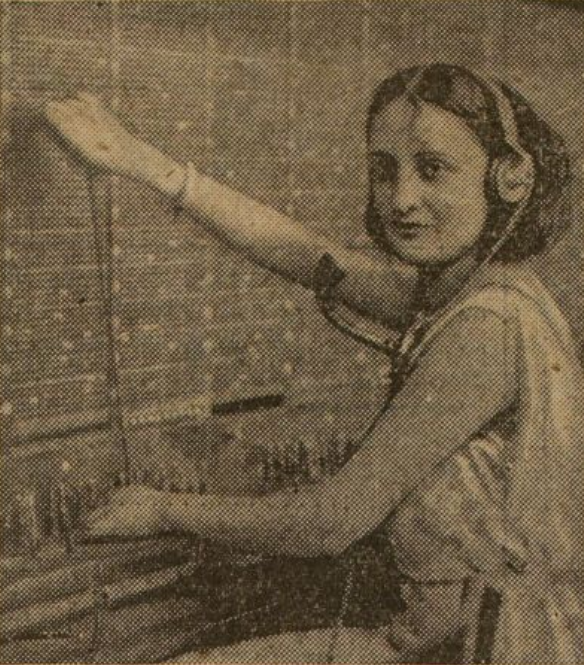
Madeleine Mourgues à son poste de téléphoniste, dans Excelsior du 6 juillet 1930.

Madeleine Mourguès naît à Fillères, dans la commune d'Albas, en 1906, fille de Louis Mourguès, plâtrier, et d'Angélina Coffignal, son épouse.
En 1923, établie à Catus, elle est reçue au brevet d'enseignement primaire supérieur, puis en 1925 au concours de dame employée des PTT,. Elle s'établit à Paris, 97, rue de Meaux. 
En 1929, elle devient la première Miss Languedoc-Roussillon[réf. nécessaire].
En 1930, Yvette Labrousse, Miss Lyon 1929, est élue Miss France par le comité de Maurice de Waleffe tandis que Madeleine Mourgues est élue le 4 juillet 1930,  également à Paris, mais par un comité concurrent,. Elle est alors téléphoniste au central Gutenberg de la rue du Louvre.
Elle est désignée pour représenter la France au concours Miss Univers 1930, qui se tient en août suivant à Galveston (Texas). Le 9 juillet 1930, elle embarque avec six autres candidates européennes au Havre, sur le navire Niagara, à destination de La Nouvelle-Orléans,. Elle vit alors 54, rue Greneta. La compétition est remportée par l’Américaine Dorothy Dell.
Madeleine Mourgues retombe rapidement dans l'anonymat après ce dernier concours. Elle se marie à Carnac-Rouffiac en 1934.
Elle meurt en 2000 à Cahors, à l'âge de 93 ans.